# Рятувальний модуль
«Рятувальний модуль» — фантастичний фільм 1993 року, вільна інтерпретація кінодрами Альфреда Гічкока «Рятувальний човен» (1944), знятого за мотивами оповідання Джона Стейнбека: дія «Рятувального модуля» перенесена із часів Другої світової війни у майбутнє.

## Сюжет
Напередодні Різдва 2169 року космічний лайнер «Тиранія» зазнав аварії реактора. Десятеро пасажирів і членів екіпажу (Бенкс, Клер, Паркер, Кейн, Рена, Q3, Мейвін, Терман і жінка з дитиною) тікають з корабля у рятувальному модулі перед тим, як «Тиранія» вибухає, вбивши решту 2 тис. людей. Дитина, що перебувала в анабіозній капсулі, гине від осколків.
Вцілілі в рятувальному модулі намагаються передати сигнал лиха та чекають порятунку. Але чекати допомоги в будь-якому разі доведеться довго, а запас повітря, харчів і енергії невеликий. Минають дні і рятувальний модуль зазнає низки невдач і збоїв, унаслідок чого частина харчів зіпсувалася. Оскільки запаси зменшуються, люди обговорюють, що хтось повинен скоїти самогубство і заощадити цим ресурси решті. Сліпий Терман переповідає притчу з мораллю, що вони не повинні вирішувати кому жити, а кому померти. Мати загиблої дитини згодом помирає, інші вважають, що це було самогубство.
Терман хоче застрелити Кейна, але інші не дозволяють це зробити. До модуля наближається рятувальний бакен, однак, він виявляється пошкоджений через зіткнення з метеоритом. Клер пошкоджує руку, лагодячи пробоїну в модулі.
Коли Паркеру доводиться ампутувати ногу, він наполягає, щоб Клер зняла це на свою відеокамеру, бо хоче, щоб інші знали, що він пережив. Мейвін помирає через радіацію, коли лишається замкнена в рубці. Кіборг Q3 намагається врятувати її, але задум не вдається, бо Кейн відмовляється допомогти з огляду на свою клаустрофобію. Без навичок Мейвін температура в модулі знижується. Рена виявляє, що воду хтось нещодавно зіпсував.
Люди в модулі задумуються над тим, що «Тиранію»  зумисне хтось підірвав. Це спричиняє підозри чи не опинився в модулі диверсант. Тим часом Терман убиває Паркера, коли той бачить як Терман п'є чисту воду. Терман звинувачує Кейна, але потім зізнається, що вбивця він. Інші, за винятком Клер, вирішують, що це було розумно, бо Паркер усе одно невдовзі помер би. Потім Терман ріже собі зап'ястя, але з тим розрахунком, що його спинять і так він виборе собі право жити в очах інших. Кейн і Клер переглядають відеозапис, з якого стає зрозуміло, що Терман зрячий. Тоді Терман застрелює Q3 і заявляє, що він — диверсант, який єдиний дочекається рятувального корабля.
Кейн б'ється з Терманом, Клер відчиняє шлюз і обоє викидають Термана в космос. Харчів, які він лишив для себе, вистачає, щоб Кейн, Клер і Бенкс протрималися ще декілька днів до прибуття рятувальників.

## У ролях
- Роберт Лоджа — командувач Бенкс
- Джессіка Так — Клер Сен-Джон
- Стен Шоу — Паркер
- Адам Сторк — Кейн
- Келлі Вільямс — Рена Джанусіа
- Ед Гейл — Q3
- Сі Сі Ейч Паундер — пілот Мейвін
- Рон Сільвер — Терман